# ديفيس ألين
ديفيس ألين (بالإنجليزية: Davis Allen)‏ هو مصمم ديكور ‏ أمريكي، ولد في 13 يوليو 1916 في أيمز في الولايات المتحدة، وتوفي في 13 مايو 1999 في فورت لودرديل في الولايات المتحدة.